# Futebol em Angola
O futebol é um desporto muito popular em Angola. A equipa nacional, conhecida pelo nome de "Palancas Negras" classificou-se para o Campeonato do Mundo de 2006 na Alemanha e há muitos futebolistas angolanos a representar clubes no estrangeiro, nomeadamente em Portugal, França, Alemanha e outros países. O campeonato nacional mais importante é o Girabola. As seleções nacionais são filiadas à FIFA, à CAF e à COSAFA.

## Campeonato do Mundo de 2006
A selecção nacional angolana, disputou o Campeonato do Mundo pela primeira vez em 2006. Durante a qualificação, Angola ganhou o grupo 4 de que faziam parte a Nigéria, Zimbábue, Gabão, Argélia e Ruanda. A equipe foi colocado no Grupo D juntamente com Portugal, México e Irã. Terminaram com 0 vitórias, 2 empates e 1 derrota, o que foi suficiente para obter o terceiro lugar no grupo.

## Campeonato Africano das Nações de 2010
Angola foi o país africano seleccionado para a realização do CAN 2010. O Campeonato foi efectuado nas cidades de Luanda, no estádio 11 de Novembro, Benguela, no estádio de Ombaka, Cabinda, no estádio do Chiazi e no Lubango, no estádio da Tundavala.
Infelizmente, o CAN não decorreu sem incidentes tendo ocorrido o famigerado ataque ao machibombo que transportava a Seleção Togolesa de Futebol efectuado pelo grupo separatista Frente de Libertação do Enclave de Cabinda (FLEC), após cruzar a fronteira entre o Congo e a província de Cabinda. Foram vitimas do ataque, o motorista, o assistente-técnico e o assessor de imprensa tendo outras nove pessoas ficado feridas.